# Giovanni Fedrigo
Giovanni Fedrigo (Palazzolo dello Stella, 29 de febrero de 1952) es un ex ciclista italiano. Fue el primero en ganar la naciente Vuelta Ciclista de Chile en 1976.

## Palmarés
1974
- 2.º en la Vuelta Ciclista del Uruguay

1977
- 2.º en el Piccolo Giro de Lombardía

1976
- 3.º en el Baby Giro
- Vuelta a Chile
- 3.º en el Giro della Valle d'Aosta

1978
- 3.º en el Baby Giro
- 2.º en el Giro della Valle d'Aosta

1979
- 3.º en el Baby Giro

1980
- Baby Giro
- 2.º en el Giro della Valle d'Aosta

1981
- 3.º en el Baby Giro
- Settimana Ciclista Lombarda